# ملوسة (ملوسة)
ملوسة هي إحدى مشيخات المملكة المغربية، تتبع جغرافيا لإقليم الفحص أنجرة وإداريًا لملوسة. يقدر عدد سكانها بـ 3161 نسمة حسب الإحصاء الرسمي للسكان والسكنى لسنة 2004.